# Jiaxin (köpinghuvudort i Kina, Heilongjiang Sheng, lat 45,67, long 128,71)
Jiaxin (kinesiska: 加信, 加信镇) är en köpinghuvudort i Kina. Den ligger i provinsen Heilongjiang, i den nordöstra delen av landet, omkring 160 kilometer öster om provinshuvudstaden Harbin. Antalet invånare är 24 039. Befolkningen består av 11 722 kvinnor och 12 317 män. Barn under 15 år utgör 13,0 %, vuxna 15-64 år 80 %, och äldre över 65 år 5,0 %.
Runt Jiaxin är det ganska tätbefolkat, med 75 invånare per kvadratkilometer. Närmaste större samhälle är Huifa, 14,3 km norr om Jiaxin. Trakten runt Jiaxin består till största delen av jordbruksmark.
Genomsnittlig årsnederbörd är 862 millimeter. Den regnigaste månaden är juli, med i genomsnitt 174 mm nederbörd, och den torraste är januari, med 7 mm nederbörd.